# Ralph Molina
Ralph Molina (* 22. června 1943) je americký rockový bubeník. Začínal ve skupině Danny and the Memories, kterou založil spolu s Ralphem Molinou a Dannym Whittenem. Skupina se následně přejmenovala na The Psyrcle a později na The Rockets; pod tímto názvem vydali jedno studiové album. Od roku 1969 hraje ve skupině Crazy Horse, se kterou nahrál řadu alb (buď pouze samostatně nebo jako doprovodná skupina Neila Younga).